# Rover L-Series
Rover L-Series – seria silników wysokoprężnych produkowane na równi z benzynowymi silnikami K-Series przez Powertrain Ltd. przy współpracy z Honda Motor Co. Były to jednostki wysokoprężne turbodoładowane o pojemności 2.0 l o oznaczeniu w zależności od lat produkcji 1993-1995 r. (SDi, Di, Sd,) Rover i (TDi) Honda,  1995-2005 r (D, Sd, Td, iTD,) Rover oraz (I-TD, I-TDi,)  Honda. Były one w mocach (86 KM) bez intercoolera z wtryskiem mechanicznym i (101, 105, 113, 116, KM) z intercoolerem oraz wtryskiem elektronicznym. Były montowane w modelach MG Rover:
- Rover 200
- Rover 25
- Rover 400
- Rover 45
- Rover 600
- Rover Streetwise
- MG ZS
- MG ZR

oraz w modelach Hondy: 
- Honda Civic VI
- Honda Accord V,VI.

Wyprodukowano ponad 3Mln egzemplarzy silników tej serii .